# Prix de Rome
Il Prix de Rome è stata una borsa di studio istituita dallo Stato Francese per gli studenti più meritevoli nel campo delle arti. Ai vincitori era data la possibilità di studiare all'Accademia di Francia a Roma, fondata da Jean-Baptiste Colbert nel 1666.

## Storia
Nacque nel 1663 in Francia sotto il regno di Luigi XIV come ricompensa annuale a giovani e promettenti pittori, scultori e architetti che dimostrassero la loro superiorità in una impegnativa competizione ad eliminazione con i propri pari. Le categorie di gara erano pittura, scultura, architettura e incisione all'acquaforte: nel 1803 venne aggiunta anche composizione musicale.
Sotto l'Ancien Régime il conferimento della borsa di studio e del soggiorno a Roma (ospitati presso l'Accademia di Francia a Roma) erano determinati solo dal favore reale, e non dalla vittoria al concorso. L'artista pensionnaire risiedeva a Roma per un periodo variabile da 2 a 4 anni, allo scopo di formarsi a contatto con i modelli dell'antichità e dell'Italia del Rinascimento; il soggiorno poteva anche essere prolungato, a giudizio del direttore dell'Accademia. Gli artisti partivano in gruppo, e l'esperienza del viaggio in Italia era già parte del percorso formativo, una sorta di anticipazione del Grand Tour.
Il Prix de Rome fu aperto alle donne solo dal 1903, soprattutto grazie all'intensa azione militante della scultrice Hélène Bertaux. La prima  vincitrice fu la scultrice Lucienne Heuvelmans, nel 1911. Nel 1913, poi, Lili Boulanger fu la prima donna premiata nella categoria composizione musicale.
Il concorso fu temporaneamente interrotto nel 1915-18 durante la Prima guerra mondiale e poi durante la Seconda guerra mondiale. La competizione per il premio venne abolita nel 1968 dal ministro della Cultura André Malraux; il premio tuttavia esiste ancora, e le borse di studio vengono conferite in base ad una selezione su curriculum gestita dal Ministero della cultura. Alle discipline tradizionali se ne sono aggiunte altre, fin qui trascurate o nuove (letteratura, audiovisivi, restauro).
Nel 1984 il concorso è stato aperto anche agli stranieri; i borsisti vincono un soggiorno romano (a Villa Medici) per un periodo da 6 a 18 mesi (eccezionalmente due anni).

## Altre nazioni
Oltre alla Francia, sono numerosi Paesi che oggi offrono i propri Prix de Rome: tra questi il Belgio, il Canada, i Paesi Bassi. Negli Stati Uniti d'America un premio annuale, il Rome Prize, è offerto direttamente dall'Accademia americana a Roma.

## Elenco dei vincitori per l'architettura
- 1720: Antoine Dérizet
- 1721: Philippe Buache
- 1725: Pierre-Étienne Le Bon
- 1726: François Carlier
- 1732: Jean-Laurent Legeay
- 1738: Nicolas Marie Potain
- 1749: François Dominique Barreau de Chefdeville
- 1752: Charles De Wailly
- 1758: Mathurin Cherpitel e Jean-François-Thérèse Chalgrin
- 1766: Jean-François Heurtier
- 1773: Jean-Augustin Renard
- 1774: Mathurin Crucy
- 1785: Pierre-François-Léonard Fontaine
- 1786: Charles Percier
- 1805: Auguste Guenepin
- 1807: Jean-Nicolas Huyot
- 1810: Martin-Pierre Gauthier
- 1821: Abel Blouet
- 1823: Félix Duban
- 1824: Henri Labrouste
- 1826: Léon Vaudoyer
- 1833: Victor Baltard
- 1837: Jean-Baptiste Guenepin
- 1840: Théodore Ballu
- 1847: Jules Eugène Lenepveu
- 1848: Charles Garnier
- 1850: Victor Louvet
- 1861: Constant Moyaux
- 1864: Julien Guadet
- 1870: Albert-Félix-Théophile Thomas
- 1878: Victor Laloux
- 1880: Charles Girault
- 1881: Henri-Adolphe-Auguste Deglane
- 1886: Albert Louvet
- 1888: Albert Tournaire
- 1890: Emmanuel Pontremoli
- 1892: Guillaume Tronchet
- 1899: Tony Garnier
- 1902: Henri Prost
- 1912: Jacques Debat-Ponsan
- 1919: Jacques Carlu
- 1923: Jean-Baptiste Mathon
- 1927: André Leconte
- 1928: Georges Dengler
- 1938: Henry Bernard
- 1939: Bernard Zehrfuss
- 1945: Jean Dubuisson
- 1950: Xavier Arsène-Henry
- 1953: Olivier Clement Cacoub
- 1955: Ngô Viết Thụ
- 1956: Michel Folliasson
- 1966: Bernard Schoebel
- 1967: Daniel Kahane

## Elenco dei vincitori per la pittura
Il premio per la pittura fu inaugurato nel 1663 e ufficialmente nel 1667 dall'Académie royale de peinture et de sculpture 
Per 300 anni infatti, la vittoria al Gran Prix de Rome di pittura è stato il più alto onore a cui un artista di qualsiasi parte del mondo potesse aspirare, dato l'effetto sull'attenzione della stampa internazionale nonché la fama (e le prospettive di guadagno) che riusciva a dare. 
Tra gli artisti più famosi a competere nel campo della pittura, senza raggiungere la vittoria o nemmeno una menzione d'onore, possiamo citare Eugène Delacroix, Édouard Manet e Edgar Degas; Jacques-Louis David tentò il suicidio dopo aver perso la competizione per tre anni di seguito.
- 1663: Jean-Baptiste Corneille
- 1664: Pierre Monier
- 1665: François Bonnemer
- 1673: Louis de Boullogne il giovane
- 1682: Hyacinthe Rigaud
- 1688: Daniel Sarrabat
- 1699: Pierre-Jacques Cazes
- 1700: Alexis Simon Belle
- 1703: Antoine Pesne
- 1704: Jean Raoux
- 1705: Auger Lucas
- 1709: Antoine Watteau
- 1711: François Lemoyne
- 1715: Joseph Wamps
- 1720: François Boucher
- 1721: Charles-Joseph Natoire
- 1724: Carle van Loo
- 1727: Pierre-Hubert Subleyras
- 1734: Jean-Baptiste Marie Pierre
- 1736: Noël Hallé
- 1738: Charles Amédée Philippe van Loo
- 1739: Louis-Joseph Le Lorrain
- 1741: Charles-Michel-Ange Challe
- 1743: Joseph-Marie Vien
- 1748: Pierre-Charles Le Mettay
- 1750: Joseph Melling
- 1752: Jean-Honoré Fragonard
- 1753: Charles Monnet
- 1756: Hugues Taraval
- 1757: Louis Jean-Jacques Durameau[1]
- 1758: Jean-Bernard Restout
- 1759: Étienne de La Vallée-Poussin
- 1760: Simon Julien
- 1764: Antoine-François Callet
- 1765: Jean Bardin
- 1766: François-Guillaume Ménageot
- 1767: Jean-Simon Berthélemy
- 1768: François-André Vincent
- 1769: Joseph Barthélémy Le Bouteux; Pierre Lacour
- 1770: Gabriel Lemonnier
- 1771: Joseph-Benoît Suvée
- 1772: Pierre-Charles Jombert, Anicet Charles Gabriel Lemonnier
- 1773: Pierre Peyron
- 1774: Jacques-Louis David
- 1775: Jean Bonvoisin; Jean-Baptiste Regnault
- 1776: Bénigne Gagneraux
- 1778: Charles-Édouard Chaise
- 1780: Jean-Pierre Saint-Ours
- 1782: Antoine-Charles-Horace Vernet
- 1783: François Gounod
- 1784: Jean-Germain Drouais; Guillaume Guillon Lethière
- 1787: François-Xavier Fabre
- 1789: Girodet-Trioson, Charles Meynier
- 1790: Jacques Réattu
- 1792: Charles Paul Landon

Interruzione per la Rivoluzione francese
- 1797: Pierre-Narcisse Guérin, Louis André Gabriel Bouchet, Pierre Bouillon
- 1798: Fulchran-Jean Harriet
- 1800: Jean-Pierre Granger
- 1801: Jean Auguste Dominique Ingres
- 1802: Alexandre Menjaud
- 1803: Merry-Joseph Blondel
- 1804: Joseph-Denis Odevaere
- 1805: Félix Boisselier
- 1807: François Joseph Heim
- 1808: Alexandre-Charles Guillemot
- 1809: Jérôme-Martin Langlois
- 1810: Michel-Martin Drölling
- 1811: Abel de Pujol
- 1812: Louis-Vincent-Léon Pallière
- 1813: François-Edouard Picot
- 1815: Jean Alaux
- 1816: Antoine-Jean-Baptiste Thomas
- 1817: Léon Cogniet
- 1817: Achille Etna Michallon
- 1820: Amable-Paul Coutan
- 1821: Joseph-Désiré Court
- 1821: Jean-Charles-Joseph Rémond
- 1824: Charles Philippe Larivière
- 1825: André Giroux
- 1830: Emile Signol
- 1831: Henry-Frédéric-Schopin
- 1832: Antoine Wiertz, Hippolyte Flandrin
- 1833: Gabriel Prieur
- 1834: Paul Jourdy
- 1837: Thomas Couture
- 1837: Eugène-Ferdinand Buttura
- 1838: Isidore Pils
- 1839: Ernest Hébert
- 1840: Pierre-Nicolas Brisset
- 1842: Victor Biennourry
- 1844: Félix-Joseph Barrias
- 1845: Alexandre Cabanel
- 1845: Jean-Achille Benouville
- 1847: Jules Eugène Lenepveu
- 1848: Joseph Stallaert; William-Adolphe Bouguereau e Gustave Boulanger
- 1849: Gustave Boulanger
- 1850: William-Adolphe Bouguereau, Paul Baudry
- 1854: Félix-Henri Giacomotti
- 1854: Armand Bernard
- 1856: Félix-Auguste Clément
- 1857: Jules Didier
- 1858: Jean-Jacques Henner
- 1861: Léon Perrault, Jules Joseph Lefebvre
- 1864: Diogène-Ulysse-Napoléon Maillard
- 1865: Jules Machard, André Hennebicq e Gustave Huberti
- 1866: Henri Regnault
- 1868: Édouard-Théophile Blanchard
- 1869: Luc-Olivier Merson
- 1871: Edouard Toudouze
- 1872: Gabriel Ferrier
- 1873: Aimé Morot
- 1874: Paul-Albert Besnard
- 1875: Léon Comerre
- 1876: Joseph Wencker
- 1880: Henri-Lucien Doucet
- 1881: Louis-Edouard-Paul Fournier
- 1883: André Marcel Baschet
- 1884: Edouard Cabane
- 1889: Ernest Laurent
- 1891: Hubert-Denis Etcheverry, Adolphe Déchenaud
- 1894: Adolphe Déchenaud
- 1896: Charles Moulin
- 1897: ....
- 1898: Jean-Amédée Gibert e William Laparra
- 1900: Fernand Sabatté
- 1906: Albert Henry Krehbiel
- 1907: Louis Léon Eugène Billotey e Émile Aubry ?
- 1908: Jean Lefeuvre
- 1910: Jean Dupas
- 1911: Jean-Gabriel Domergue
- 1912: Gabriel Girodon
- 1913: Robert Davaux
- 1914: Victor-Julien Giraud e Jean Despujols
- 1919: Louis-Pierre Rigal
- 1920: Paul-Emile Bécat
- 1921: Constantin Font
- 1922: Pierre-Henri Ducos de La Haille
- 1923: Pierre Dionisi
- 1924: René-Marie Castaing
- 1925: Odette Pauvert
- 1928: Nicolas Untersteller
- 1930: Yves Brayer, Salvatore DeMaio
- 1934: Pierre-Emile-Henri Jérôme
- 1936: Lucien Fontanarosa e Jean Pinet
- 1938: Fernand Sabatte
- 1941: Piet Schoenmakers
- 1942: Pierre-Yves Trémois
- 1946: José Fabri-Canti
- 1947: Louis Vuillermoz
- 1948: John Heliker
- 1950: Paul Collomb
- 1951: Daniel Sénélar
- 1953: Pierick Houdy
- 1955: Paul Ambille
- 1960: Pierre Carron
- 1962: Freddy Tiffou
- 1965: Jean-Marc Lange
- 1966: Gérard Barthélemy
- 1967: Thierry Vaubourgoin
- 1968: Michel Niel Froment

## Elenco dei vincitori per la scultura
- 1665: François Lespingola
- 1673: Jean Cornu
- 1680: Jean Joly
- 1682: Nicolas Coustou
- 1683: Pierre Le Pautre
- 1686: Pierre Legros
- 1687: Jean-Louis Lemoyne
- 1689: Robert Le Lorrain
- 1693: Benoît Massou
- 1694: René Frémin
- 1697: Guillaume Coustou
- 1700: René Charpentier
- 1705: Jacques Bousseau
- 1722: Edmé Bouchardon
- 1725: Jean-Baptiste II Lemoyne
- 1739: Louis-Claude Vassé
- 1748: Augustin Pajou
- 1754: Charles-Antoine Bridan
- 1757: Étienne-Pierre-Adrien Gois
- 1758: Félix Lecomte
- 1761: Jean-Antoine Houdon
- 1762: Louis-Simon Boizot
- 1765: Pierre Julien
- 1772: François-Nicolas Delaistre
- 1779: Louis-Pierre Deseine
- 1781: Nicolas-Marie Gatteaux
- 1784: Antoine-Denis Chaudet
- 1788: Jacques-Edme Dumont
- 1789: Antoine-François Gérard
- 1790: François-Frédéric Lemot
- 1791: Pierre-Charles Bridan
- 1801: Joseph-Charles Marin e François-Dominique-Aimé Milhomme
- 1806: Pierre-François-Grégoire Giraud
- 1808: Jacques-Édouard Gatteaux
- 1809: Henri-Joseph Ruxthiel
- 1811: David d'Angers
- 1812: François Rude
- 1813: Jean-Jacques Pradier detto James Pradier
- 1815: Étienne-Jules Ramey
- 1816: Jean-Baptiste Roman
- 1817: Charles-François Lebœuf detto Nanteuil
- 1818: Bernard-Gabriel Seurre
- 1819: Abel Dimier
- 1820: Georges Jacquot
- 1821: Philippe-Joseph-Henri Lemaire
- 1823: Augustin-Alexandre Dumont e Francisque-Joseph Duret
- 1824: Charles-Marie-Émile Seurre detto "Seurre jeune"
- 1826: Louis Desprez
- 1827: Jean-Louis-Nicolas Jaley e François-Gaspard-Aimé Lanno
- 1828: Antoine Laurent Dantan
- 1829: Jean-Baptiste-Joseph Debay
- 1830: Honoré-Jean-Aristide Husson
- 1832: François Jouffroy e Jean-Louis Brian
- 1833: Pierre-Charles Simart
- 1836: Jean-Marie-Bienaimé Bonnassieux e Auguste-Louis-Marie Ottin
- 1837: Louis-Léopold Chambard
- 1838: Nicolas-Victor Vilain
- 1839: Théodore-Charles Gruyère
- 1841: Georges Diebolt e Charles-Joseph Godde
- 1842: Jules Cavelier
- 1843: René-Ambroise Maréchal
- 1844: Eugène-Louis Lequesne
- 1845: Jean-Baptiste-Claude-Eugène Guillaume
- 1847: Jacques-Léonard Maillet e Jean-Joseph Perraud
- 1848: Gabriel-Jules Thomas
- 1849: Louis Roguet
- 1850: Charles-Alphonse-Achille Gumery
- 1851: Gustave Adolphe Désiré Crauk
- 1852: Alfred-Adolphe-Édouard Lepère
- 1854: Jean-Baptiste Carpeaux
- 1855: Henri-Michel-Antoine Chapu e Amédée-Donatien Doublemard
- 1856: Henri-Charles Maniglier
- 1857: Joseph Tournois
- 1859: Jean-Alexandre-Joseph Falguière e Louis-Léon Cugnot
- 1860: Barthélemy Raymond
- 1861: Justin-Chrysostome Sanson
- 1862: Ernest-Eugène Hiolle
- 1863: Charles-Arthur Bourgeois
- 1864: Eugène Delaplanche e Jean-Baptiste Deschamps
- 1865: Louis-Ernest Barrias
- 1868: Marius-Jean-Antoine Mercié e Edme-Antony-Paul Noël
- 1869: André-Joseph Allar
- 1870: Jules-Isidore Lafrance
- 1871: Laurent-Honoré Marqueste
- 1872: Jules Coutan
- 1873: Jean-Antoine-Marie Idrac
- 1874: Jean-Antoine Injalbert
- 1875: Jean-Baptiste Hugues
- 1876: Alfred-Désiré Lanson
- 1877: Alphonse-Amédée Cordonnier
- 1878: Edmond Grasset
- 1879: Léon Fagel
- 1880: Émile-Edmond Peynot
- 1881: Jacques-Théodore-Dominique Labatut
- 1882: Désiré-Maurice Ferrary
- 1883: Henri-Édouard Lombard
- 1884: Denys Puech
- 1885: Joseph-Antoine Gardet
- 1886: Paul-Gabriel Capellaro
- 1887: Edgar-Henri Boutry
- 1888: Louis-J. Convers
- 1889: Jean-Charles Desvergnes
- 1890: Paul-Jean-Baptiste Gasq
- 1891: François-Léon Sicard
- 1892: Hippolyte-Jules Lefebvre
- 1893: Aimé-Jérémie-Delphin Octobre
- 1894: Constant-Ambroise Roux
- 1895: Hippolyte-Paul-René Roussel
- 1896: Jean-Baptiste-Antoine Champeil
- 1897: Victor Segoffin
- 1898: Camille Alaphilippe
- 1899: André-César Vermare
- 1900: Paul-Maximilien Landowski
- 1901: Henri Bouchard
- 1919: Alfred Janniot
- 1919: Raymond Delamarre
- 1919: César Schroevens
- 1927: Jeanne Louise Milde[2]
- 1932: Henri Lagriffoul
- 1934: Albert Bouquillon
- 1935: Alphonse Darville
- 1936: André Greck
- 1947: Léon Bosramiez
- 1954: Jacqueline Bechet-Ferber

## Elenco dei vincitori per l'incisione
- 1852: Charles-Alphonse-Paul Bellay
- 1906: Henry Cheffer
- 1910: Jules Piel
- 1911: Albert Decaris
- 1920: Pierre Matossy
- 1921: Pierre Gandon
- 1952: Claude Durrens
- 1966: Jean-Pierre Velly

## Elenco dei vincitori per la musica
- 1803: Albert Androt
- 1804: non attribuito
- 1805: Victor Dourlen ("primo" Grand Prix), Ferdinand Gasse ("secondo" Grand Prix)
- 1806: Guillaume Bouteiller ("primo" Grand Prix), Gustave Dugazon ("secondo" Grand Prix)
- 1807: non attribuito
- 1808: Pierre-Auguste-Louis Blondeau
- 1809: Louis Joseph Daussoigne-Méhul, Jean Vidal
- 1810: Désiré Beaulieu
- 1811: Hippolyte André Jean Baptiste Chélard
- 1812: Louis Joseph Ferdinand Hérold ("primo" Grand Prix), Félix Cazot ("secondo" Grand Prix)
- 1813: Auguste Mathieu Panseron
- 1814: Pierre-Gaspard Roll
- 1815: François Benoist
- 1816: non attribuito
- 1817: Désiré-Alexandre Batton
- 1818: non attribuito
- 1819: Fromental Halévy ("primo" Grand Prix), Jean Massin detto Turina ("secondo" Grand Prix)
- 1820: Aimé Ambroise Simon Leborne
- 1821: Victor Rifaut
- 1822: Joseph-Auguste Lebourgeois, Hyppolyte de Fontmichel
- 1823: Edouard Boilly, Louis Ermel
- 1824: Auguste Barbereau
- 1825: Albert Guillon
- 1826: Claude Paris ed Emile Bienaimé
- 1827: Jean-Baptiste Guiraud
- 1828: Guillaume Ross detto Despréaux
- 1829: non attribuito
- 1830: Hector Berlioz ("primo" Grand Prix), Alexandre Montfort ("secondo" Grand Prix)
- 1831: Eugène-Prosper Prévost
- 1832: Ambroise Thomas
- 1833: Alphonse Thys (1807-1879)
- 1834: Antoine Elwart, Hippolyte Colet
- 1835: Ernest Boulanger (1815-1900)
- 1836: Xavier Boisselot (1811-1893)
- 1837: Louis Désiré Besozzi
- 1838: Georges Bousquet, Edme Deldevez, Charles Dancla
- 1839: Charles Gounod
- 1840: François Bazin, Edouard Batiste
- 1841: Aimé Maillart, Théodore Mozin, Alexis de Garaudé
- 1842: Alexis Roger (1814-1846)
- 1843: non attribuito
- 1844: Victor Massé (1822-1884)
- 1845: non attribuito
- 1846: Léon Gastinel
- 1847: Pierre-Louis Deffès
- 1848: Jules Duprato
- 1849: non attribuito
- 1850: Joseph Charlot
- 1851: Jean-Charles-Alfred Deléhelle
- 1852: Léonce Cohen
- 1853: Pierre-Christophe-Charles Galibert
- 1854: Adrien Grat-Nobert Barthe
- 1855: Jean Conte
- 1856: non attribuito
- 1857: Georges Bizet
- 1858: Samuel David
- 1859: Ernest Guiraud
- 1860: Émile Paladilhe
- 1861: Théodore Dubois
- 1861: Théodore Salomé ("primo" Grand Prix)
- 1861: Eugène Anthiome, Titus Constantin ("secondo" Grand Prix)
- 1862: Louis Albert Bourgault-Ducoudray
- 1863: Jules Massenet
- 1864: Victor Sieg
- 1865: Charles Ferdinand Lenepveu
- 1866: Émile Louis Fortuné Pessard (1843-1917)
- 1867: non attribuito
- 1868: Alfred Pelletier-Rabuteau, Eugène Wintzweiller
- 1869: Antoine Taudou
- 1870: Charles Edouard Lefebvre, Henri Maréchal
- 1871: Gaston Serpette
- 1872: Gaston Salvayre
- 1873: Paul Puget
- 1874: Léon Ehrhart
- 1875: André Wormser
- 1876: Paul Joseph Guillaume Hillemacher
- 1877: non attribuito
- 1878: Clément Broutin
- 1879: Georges Hüe
- 1880: Lucien Joseph Edouard Hillemacher
- 1881: non attribuito
- 1882: Georges Marty, Gabriel Pierné
- 1883: Paul Vidal
- 1884: Claude Debussy
- 1885: Xavier Leroux
- 1886: Augustin Savard
- 1886: André Gedalge ("Secondo Premio")
- 1887: Gustave Charpentier
- 1891: Paul-Henri-Joseph Lebrun (1861-1920)
- 1892: non attribuito
- 1893: André Bloch
- 1894: Henri Rabaud
- 1899: François Rasse
- 1900: Florent Schmitt
- 1901: André Caplet (contro Maurice Ravel, 3º Premio)
- 1901: Gabriel Dupont ("Secondo Premio")
- 1902: Aymé Kunc
- 1902: Jean Roger-Ducasse ("Secondo Premio")
- 1902: Albert Bertelin ("Terzo Premio")
- 1903: Raoul Laparra
- 1904: Raymond-Jean Pech
- 1904: Paul Pierné ("Secondo Premio")
- 1904: Hélène Fleury-Roy ("Terzo Premio")
- 1905: Victor Gallois
- 1905: Marcel Samuel-Rousseau ("Secondo Premio")
- 1905: Philippe Gaubert ("Terzo Premio")
- 1906: Louis Dumas
- 1907: Maurice Le Boucher
- 1908: André Gailhard
- 1908: Louis Dumas
- 1908: Nadia Boulanger ("Secondo Premio")
- 1908: Édouard Flament
- 1909: Jules Mazellier
- 1909: Marcel Tournier ("Secondo Premio")
- 1913: Lili Boulanger
- 1914: Marcel Dupré
- 1919: Jacques Ibert ("Grand Prix")
- 1923: Jeanne Leleu ("Grand Prix")
- 1923: Robert Bréard ("Secondo Premio")
- 1931: Manolo Pascual
- 1934: Eugène Bozza
- 1938: Henri Dutilleux
- 1939: Pierre Maillard-Verger, Jean-Jacques Grunenwald
- 1940: non disputato
- 1941: non disputato
- 1942: Alfred Desenclos, Rolande Falcinelli
- 1943: Pierre Sancan
- 1944: Raymond Gallois Montbrun
- 1945: Claude Pascal, Marcel Bitsch, Gérard Calvi (Krettly), Charles Jay
- 1950: Éveline Plicque-Andrani, Serge Lancen
- 1951: Charles Chaynes, Ginette Keller
- 1952: Alain Weber, Jean-Michel Defay, Jacques Albrespic
- 1953: Jacques Castérède, Pierick Houdy
- 1954: Roger Boutry
- 1955: Pierre Max Dubois, René Maillard
- 1956: Jean Aubain, Pierre Gabaye
- 1960: Gilles Boizard, Jean-Claude Henry
- 1961: Christian Manen, Pierre Durand
- 1962: Alain Petitgirard, Antoine Tisné
- 1963: Yves Cornière, Michel Decoust
- 1964: primo premio non attribuito, Xavier Darasse
- 1965: Thérèse Brenet, Lucie Diessel-Robert
- 1966: Monique Cecconi-Botella, Michel Merlet
- 1967: Michel Rateau, Philippe Dugroz
- 1968: Alain Louvier, Edith Lejet